# Miskolc
Miskolc (pronunciado: [ˈmiʃkolt͡s] (escutarⓘ), Miškovec em eslovaco, Miszkolc em polonês) é uma cidade industrial e um condado urbano (megyei jogú város em húngaro) do nordeste da Hungria. Miskolc é a capital do condado de Borsod-Abaúj-Zemplén e a quarta maior cidade do país.

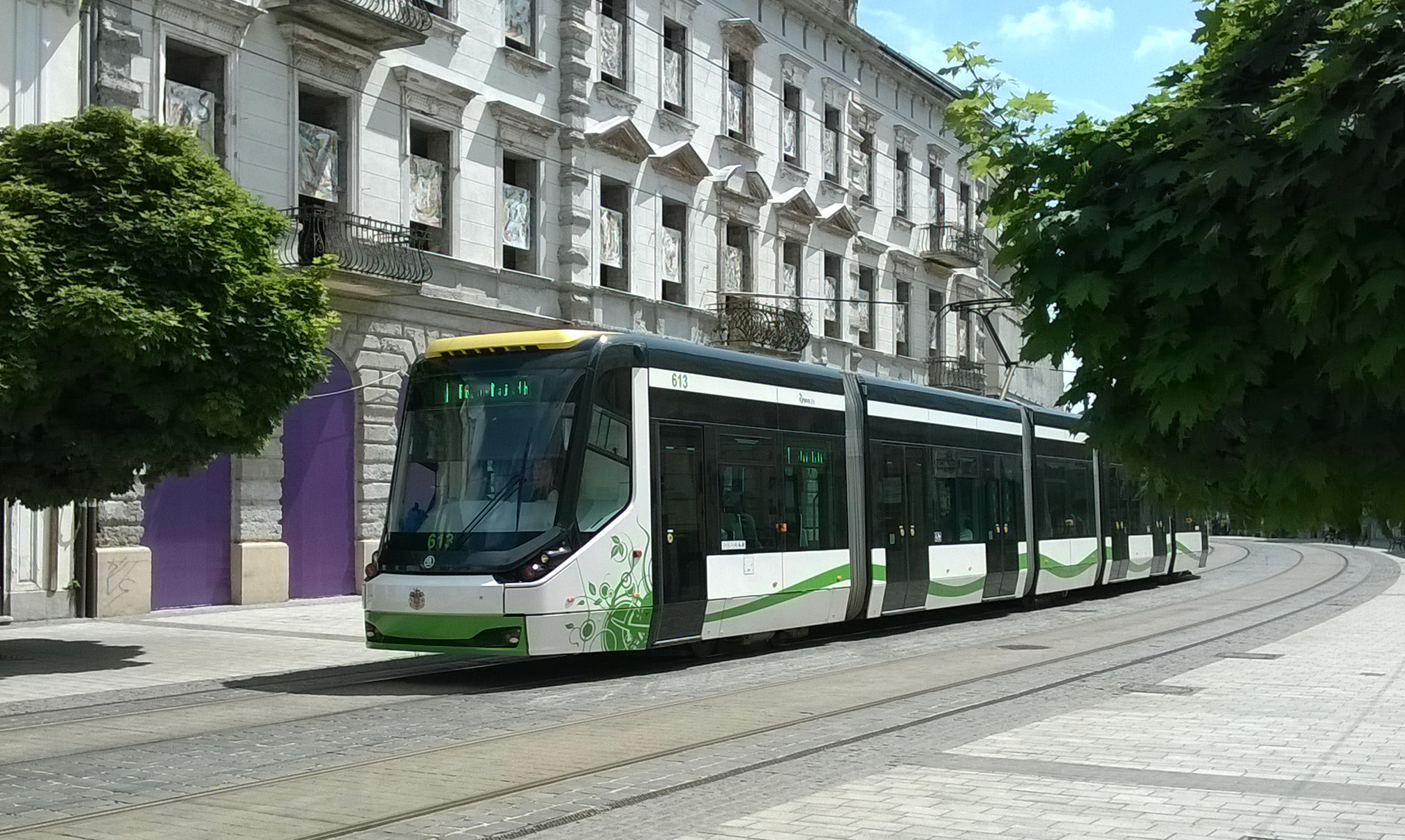
Miskolc

## Economia
Miskolc é vista como uma cidade industrial, e o seu maior impulso de industralização foi na era socialista; de fato, sendo principalmente a siderúrgica.
Miskolc já era uma importante cidade comercial na Idade Média, principalmente devido à sua proximidade com as principais rotas comerciais da região. No que diz respeito à economia, o desenvolvimento real começou apenas após a ocupação otomana.
A recessão econômica após o final da era socialista atingiu mais fortemente as cidades industriais do norte da Hungria. A taxa de desemprego aumentou até se tornar uma das mais altas do país, e a população de Miskolc diminuiu drasticamente (não apenas por causa do desemprego, mas também devido à suburbanização que se tornou predominante em todo o país). A situação econômica da cidade passou por uma mudança, surgiram empresas menores no lugar das grandes empresas estatais.
No início dos anos 2000, empresas multinacionais e redes de supermercados começaram a se estabelecer na cidade. Nos ultimos anos a uma tentativa de diversificação econômica, com o turismo e a produção cultural.

## Cidades-irmãs
- Aschaffenburg, Alemanha
- Asan, Coreia do Sul
- Burgas, Bulgária
- Cleveland, Estados Unidos
- Yantai, China
- Košice, Eslováquia
- Katowice, Polônia
- Kayseri, Turquia
- Ostrava, República Checa
- Tampere, Finlândia
- Vologda, Rússia